# Ses Falugues
Ses Falugues és una muntanya de 178 metres que es troba al municipi de Begur, a la comarca del Baix Empordà, dins de l'EIN de les Muntanyes de Begur.
Ses Falugues és un paratge natural sobre la muntanya d’Aiguablava amb unes vistes impressionants a aquesta badia de Begur, que compta amb petites cavitats o coves artificials, del mateix nom que la muntanya, d’origen desconegut que han captivat durant segles els estudiosos i begurencs pel seu significat.